# Stefano Bonaccini
Stefano Bonaccini (n. 1 ianuarie 1967, Campogalliano, Emilia-Romagna, Italia) este un politician italian.